# Oknytt

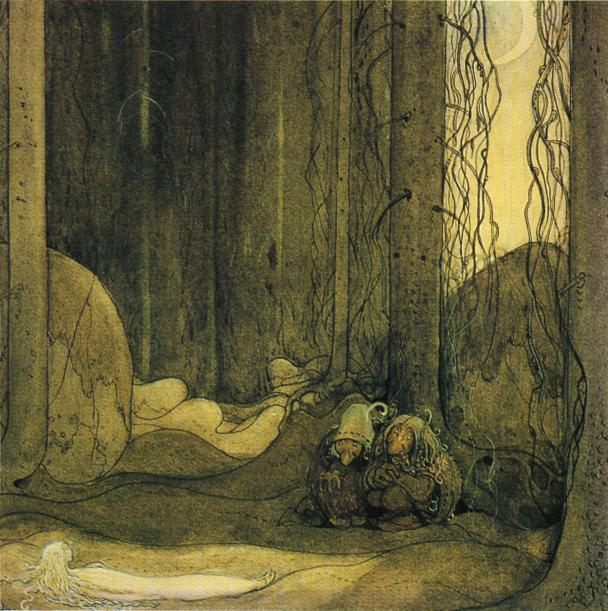
Petit dans un grand monde.

Les oknytt (suédois, littéralement « rugueux ») sont de petites créatures humanoïdes surnaturelles du folklore scandinave, des légendes et des contes. Les oknytt sont assimilées au groupe du « Petit peuple » (småfolk).